# Dornogov
Dornogov (mongolsk: Дорноговь, tr. Dornogov) er en af Mongoliets 21 provinser. Provinsens hovedstad hedder Sajnsjand.